# 바오우
바오우(중국어: 宝武, Baowu)는 중국 상하이시 푸둥 신구 바오스틸타워에 본사를 둔 중국 국유의 철강 기업이다. 이 기업은 2016년 바오스틸그룹(Baosteel Group)에 의해 설립되었다.
이 기업은 세계 생산량 부문에서 2015년에 5위를 차지했다.
2000년 상하이 증권거래소에 바오스틸그룹의 자회사의 기업공개가 이루어졌고 당시 중국 내 최대였다. (국내 투자자 국한 CYC 77억)